# Сквер имени Франценюка
Сквер и́мени Франценюка́ — сквер в Левобережном округе города Липецка.
Расположен в Новолипецке между площадью Франценюка и улицей Адмирала Макарова (выходит к парку Металлургов) в створе Парковой улицы.
Сквер был назван в 1997 году (вместе с площадью) в честь почетного гражданина Липецка главы НЛМК И. В. Франценюка (прижизненно).
Сегодня в сквере имени Франценюка строится Покровский храм. Он будет выходить на улицу Адмирала Макарова. Сегодня службы проводятся в железнодорожном вагоне, переоборудованном для богослужений; вагон стоит в северо-западной части сквера.